# Muzirkus
Muzirkus er Danmarks ældste øvelokaleforening og har til huse i en tidligere institutionsbygning fra 1898 på Provst Hjortsvej 9A i Nyborg.
Huset er fra 1898 og har tidligere været epileptikerhjem og børnehospital, men har siden 1970'erne fungeret som arnested for Nyborgs kulturliv med øvelokaleforeningen Muzirkus og Nyborg Kunstværksted.
Landsorganisationen Fajabefa havde i en periode sit virke herfra, Muzirkus som forening blev anset som et eksempel til efterfølgelse i andre kommuner.
Muzirkus har været benyttet af blandt andre Saybia som øvelokalested.
I dag råder foreningen over 22 øvelokaler fordelt på 125 medlemmer.
 Der er for få eller ingen kildehenvisninger i denne artikel, hvilket er et problem. Du kan hjælpe ved at angive troværdige kilder til de påstande, som fremføres i artiklen.

55°18′14.7″N 10°48′22.6″Ø / 55.304083°N 10.806278°Ø
|  | Denne artikel om en bygning eller et bygningsværk kan blive bedre, hvis der indsættes et (bedre) billede. Du kan hjælpe ved at afsøge Wikimedia Commons for et passende billede eller lægge et op på Wikimedia Commons med en af de tilladte licenser og indsætte det i artiklen. |